# 서재우 (음악가)
서재우는 대한민국의 음악가이다.
정일훈의 솔로 앨범 Big Wave의 Always( feat. 진호 of 펜타곤 )의 작사, 작곡, 편곡을 맡았다. 비투비의 정규 1집 앨범 Complete의 너나 잘 살아의 작곡, 편곡을 맡았다. 솔 마마무의 미니 앨범 Pink Funky의 음오아예의 편곡을 맡았다.